# Жолиня (гміна)
Гміна Жолиня (пол. Gmina Żołynia) — сільська гміна у східній Польщі. Належить до Ланьцутського повіту Підкарпатського воєводства.
Станом на 31 грудня 2011 у гміні проживало 6860 осіб.

## Територія
Згідно з даними за 2007 рік площа гміни становила 56.80 км², у тому числі:
- орні землі: 70.00%
- ліси: 20.00%

Таким чином, площа гміни становить 12.57% площі повіту.

## Населення
Станом на 31 грудня 2011:
| Опис     | Загалом | Загалом | Чоловіки | Чоловіки | Жінки | Жінки |
| -------- | ------- | ------- | -------- | -------- | ----- | ----- |
| одиниця  | осіб    | %       | осіб     | %        | осіб  | %     |
| все      | 6860    | 100     | 3376     | 49.21    | 3484  | 50.79 |
| міське   | 0       | 100     | 0        |          | 0     |       |
| сільське | 6860    | 100     | 3376     | 49.21    | 3484  | 50.79 |

## Солтиства
Бжоза Стадніцка, Копанє, Смоляжини, Жолиня

## Історія
1 серпня 1934 р. було створено об'єднану сільську гміну Жолиня у Ланьцутському повіті Львівського воєводства. До неї увійшли сільські громади: Бжоза Стадніцка, Ракшава, Смоляжини, Жолиня.

## Сусідні гміни
Гміна Жолиня межує з такими гмінами: Білобжеґі, Ґродзісько-Дольне, Лежайськ, Ракшава, Чарна.